# Corina Bomann
Corina Bomann (Parchim, 7 marzo 1974) è una scrittrice tedesca.

## Biografia
Corina Bomann è nata il 7 marzo 1974 a Parchim. Nel 2001 pubblica i primi romanzi di genere fantasy, Der Schattengeist e Der Traum des Satyrs, ai quali seguono diversi libri per ragazzi e romanzi di ambientazione storica. Nel 2012 con L'isola delle farfalle, che vende oltre 100 000 copie e rimane nella lista dei bestseller di Der Spiegel per settimane, inizia a scrivere romanzi di genere sentimentale, genere per il quale è oggi conosciuta.

## Opere

### Libri per adulti

#### SerieLe signore di Löwenhof, (Die frauen von Löwenhof)
- L'eredità di Agneta, Giunti 2019 (Agnetas Erbe, Ullstein Verlag 2018)
- Il segreto di Mathilda, Giunti 2019 (Mathildas Geheimni, Ullstein Verlag 2018)
- La promessa di Solveig, Giunti 2020 (Solveigs Versprechen, Ullstein Verlag 2019)

#### SerieI colori della bellezza
- La speranza di Sophia, traduttore Rachele Salerno Giunti 2020, ISBN 9788809900820
- I sogni di Sophia, traduttore Rachele Salerno Giunti 2021, ISBN 9788809900851
- Il trionfo di Sophia, traduttore Rachele Salerno Giunti 2021, ISBN 9788809900868

#### SerieLe sorelle di Waldfriede
- L'ora delle stelle, traduttore Rachele Salerno Giunti 2022, ISBN 9788809961203
- Una luce nel buio, traduttore Rachele Salerno Giunti 2022,  ISBN 9788809961210
- Giorni di tempesta, traduttore Rachele Salerno Giunti 2023, ISBN 978-8809961227
- Il tempo delle meraviglie, traduttore Rachele Salerno Giunti 2023, ISBN 978-8809961234

#### Romanzi singoli
- Der Schattengeist, mgVerlag 2001
- Der Traum des Satyrs, Zaubermond-Verlag 2001
- Die Spionin, Droemer Knaur 2008
- Das Krähenweib, Droemer Knaur 2010
- L'isola delle farfalle, Giunti 2012 (Die Schmetterlingsinsel, Ullstein Verlag 2012)
- Il giardino al chiaro di luna, Giunti 2014 (Der Mondscheingarten, Ullstein Verlag 2013)
- Un sogno tra i fiocchi di neve, Giunti 2014 (Eine wundersame Weihnachtsreis, Ullstein Verlag 2013)
- La signora dei gelsomini, Giunti 2015 (Die Jasminschwestern, Ullstein Verlag 2014)
- L'eco lontana delle onde del nord, Giunti 2015 (Die Sturmrose, Ullstein Verlag 2015)
- Un'estate magica, Giunti 2016 (Ein zauberhafter Sommer, Ullstein Verlag 2016)
- L'anno dei fiori di papavero, Giunti 2016 (Das Mohnblütenjahr, Ullstein Verlag 2016)
- Una finestra sul mare, Giunti 2017 (Ein Zimmer über dem Meer, List 2016. Pubblicato in originale con lo pseudonimo Dana Paul)
- Il fiore d'inverno, Giunti 2017 (Winterblüte, List 2016)
- Cuore di tempesta, Giunti 2018 (Sturmherz, Ullstein Verlag 2017)
- L'angelo di vetro, Giunti 2018 (Winterengel, List 2017)

### Libri per ragazzi

#### SerieSephira Ritter der Zeit
- Die Bruderschaft der Schatten, Carl Ueberreuter 2010
- Das Blut der Ketzer, Carl Ueberreuter 2011
- Das Herz der Kriegerin, Carl Ueberreuter 2012

#### SerieDie Samuraiprinzessin
- Der Spiegel der Göttin, Baumhaus 2013
- Das Juwel des Wassers, Baumhaus 2014

#### Romanzi singoli
- Verrückt nach Mark, cbj 2008
- Der Pfad der roten Träume, Carl Ueberreuter 2009 (riedito nel 2015 con titolo "Unter dem Himmel Australiens")
- Sturmsegel, Carl Ueberreuter 2010
- Kirschenküsse, cbj 2011
- Der Lilienpakt, Carl Ueberreuter 2011
- Das Lied der Banshee, Pan 2011. Pubblicato con lo pseudonimo Janika Nowak
- Clockwork spiders, Carl Ueberreuter 2012
- Und morgen am Meer, Carl Ueberreuter 2013
- Krähenmann, Coppenrath 2014
- Lavendelsommer, Carl Ueberreuter 2015. Pubblicato con lo pseudonimo Cora Berg
- Schwanentod, Coppenrath 2016